# Cymru Premier 2021-2022
La Cymru Premier 2021-2022 è stata la 30ª edizione della massima serie del campionato di calcio gallese, iniziata il 13 agosto 2021 e terminata il 23 aprile 2022. Il Connah's Q.N. era la squadra campione in carica. I The New Saints hanno conquistato il titolo per la quattordicesima volta nella loro storia, con ben nove giornate di anticipo.

## Stagione

### Novità
Nessuna squadra è stata promossa dalla Cymru North e Cymru South a causa dell'annullamento della stagione precedente, dovuta alla pandemia di COVID-19; pertanto dalla Cymru Premier 2020-2021 nessuna squadra è stata retrocessa.

### Regolamento
Le 12 squadre si affrontano in un girone di andata e ritorno, per un totale di 22 giornate. Al termine, le squadre sono divise in due gruppi di sei, in base alla classifica. Ogni squadra incontra le altre del proprio gruppo, in partite di andata e ritorno, per un totale di altre 10 giornate.
Alla fine della stagione la squadra campione è ammessa al primo turno di qualificazione della UEFA Champions League 2022-2023, la seconda classificata è ammessa al primo turno di qualificazione della UEFA Europa Conference League 2022-2023, assieme alla vincitrice della Coppa del Galles; le squadre classificate dal terzo al sesto posto si sfidano in play-off per un posto nella Scottish Challenge Cup, dal momento che il Galles ha perso un posto per la partecipazione alle coppe europee; l'11ª e la 12ª classificate sono retrocesse direttamente in Cymru North o in Cymru South.

### Avvenimenti
In seguito al nuovo peggioramento della situazione sanitaria relativa alla pandemia di COVID-19, il torneo è stato sospeso nel periodo natalizio per poi riprendere il 21 gennaio 2022.

## Squadre partecipanti
| Club                            | Città         | Stadio                          | Stagione precedente        |
| ------------------------------- | ------------- | ------------------------------- | -------------------------- |
| Aberystwyth Town                | Aberystwyth   | Park Avenue                     | 10º posto in Cymru Premier |
| Bala Town                       | Bala          | Maes Tegid                      | 3º posto in Cymru Premier  |
| Barry Town                      | Barry         | Jenner Park                     | 5º posto in Cymru Premier  |
| Caernarfon Town                 | Caernarfon    | The Oval                        | 6º posto in Cymru Premier  |
| Cardiff Metropolitan University | Cardiff       | Cyncoed Campus Artificial Pitch | 8º posto in Cymru Premier  |
| Connah's Q.N.                   | Connah's Quay | Deeside Stadium                 | Campione del Galles        |
| Cefn Druids                     | Cefn Mawr     | The Rock                        | 12º posto in Cymru Premier |
| Flint Town Utd                  | Flint         | Cae-y-Castell                   | 11º posto in Cymru Premier |
| Haverfordwest County            | Haverfordwest | Bridge Meadow Stadium           | 9º posto in Cymru Premier  |
| Newtown                         | Newtown       | Latham Park                     | 7º posto in Cymru Premier  |
| Penybont                        | Bridgend      | KYMCO Stadium                   | 4º posto in Cymru Premier  |
| The New Saints                  | Oswestry      | Park Hall                       | 2º posto in Cymru Premier  |

## Stagione regolare

### Classifica finale
|  | Pos. | Squadra                         | Pt | G  | V  | N  | P  | GF | GS | DR  |
|  | ---- | ------------------------------- | -- | -- | -- | -- | -- | -- | -- | --- |
|  | 1.   | The New Saints                  | 57 | 22 | 18 | 3  | 1  | 61 | 17 | +44 |
|  | 2.   | Penybont                        | 36 | 22 | 9  | 9  | 4  | 43 | 25 | +18 |
|  | 3.   | Newtown                         | 35 | 22 | 10 | 5  | 7  | 38 | 26 | +12 |
|  | 4.   | Flint Town Utd                  | 35 | 22 | 10 | 5  | 7  | 41 | 31 | +10 |
|  | 5.   | Bala Town                       | 34 | 22 | 8  | 10 | 4  | 38 | 32 | +6  |
|  | 6.   | Caernarfon Town                 | 31 | 22 | 9  | 4  | 9  | 35 | 37 | -2  |
|  | 7.   | Cardiff Metropolitan University | 27 | 22 | 6  | 9  | 7  | 21 | 28 | -7  |
|  | 8.   | Aberystwyth Town                | 25 | 22 | 7  | 4  | 11 | 23 | 30 | -7  |
|  | 9.   | Barry Town                      | 23 | 22 | 6  | 5  | 11 | 26 | 36 | -10 |
|  | 10.  | Haverfordwest County            | 22 | 22 | 5  | 7  | 10 | 21 | 35 | -14 |
|  | 11.  | Connah's Q.N. (–18)             | 16 | 22 | 9  | 7  | 6  | 26 | 16 | +10 |
|  | 12.  | Cefn Druids                     | 2  | 22 | 0  | 2  | 20 | 14 | 74 | -60 |

Legenda:
      Ammesse alla poule scudetto
      Ammesse alla poule retrocessione
Note:

Tre punti a vittoria, uno a pareggio, zero a sconfitta.
Il Connah's Q.N. ha scontato 18 punti di penalizzazione.

### Risultati

#### Tabellone
|                                 | Abe  | Bal  | Bar  | Cae  | CMU  | Con  | ECD  | Fli  | Hav  | New  | PyB  | TNS  |
| ------------------------------- | ---- | ---- | ---- | ---- | ---- | ---- | ---- | ---- | ---- | ---- | ---- | ---- |
| Aberystwyth Town                | –––– | 0-1  | 2-1  | 0-1  | 0-1  | 0-1  | 5-0  | 1-2  | 2-0  | 2-4  | 0-3  | 1-0  |
| Bala Town                       | 2-2  | –––– | 3-3  | 3-0  | 0-0  | 0-4  | 1-1  | 3-1  | 6-2  | 1-0  | 2-2  | 1-4  |
| Barry Town                      | 1-1  | 0-0  | –––– | 1-2  | 0-1  | 1-0  | 1-0  | 0-1  | 3-2  | 0-3  | 0-0  | 1-2  |
| Caernarfon Town                 | 3-3  | 3-3  | 1-2  | –––– | 2-0  | 0-1  | 3-0  | 2-3  | 2-0  | 0-2  | 1-2  | 0-4  |
| Cardiff Metropolitan University | 0-1  | 0-0  | 2-0  | 0-1  | –––– | 1-1  | 4-2  | 1-5  | 0-2  | 1-1  | 3-2  | 1-1  |
| Connah's Quay                   | 1-0  | 0-1  | 2-3  | 1-1  | 0-0  | –––– | 4-0  | 2-0  | 1-0  | 0-2  | 0-0  | 0-1  |
| Cefn Druids                     | 0-1  | 3-5  | 1-4  | 1-3  | 1-3  | 0-2  | –––– | 1-1  | 0-2  | 0-5  | 0-3  | 1-4  |
| Flint Town Utd                  | 1-0  | 1-2  | 3-2  | 3-4  | 2-2  | 1-1  | 4-0  | –––– | 4-1  | 4-1  | 3-1  | 1-1  |
| Haverfordwest County            | 0-0  | 0-0  | 1-1  | 1-2  | 0-0  | 1-1  | 2-1  | 2-0  | –––– | 1-0  | 2-2  | 0-1  |
| Newtown                         | 1-2  | 3-3  | 2-1  | 1-0  | 0-0  | 0-2  | 5-0  | 2-0  | 1-1  | –––– | 3-1  | 1-4  |
| Pen-y-Bont                      | 4-0  | 1-0  | 4-0  | 1-1  | 2-1  | 1-1  | 7-1  | 1-1  | 2-1  | 1-1  | –––– | 1-1  |
| The New Saints                  | 3-0  | 2-1  | 3-1  | 5-3  | 5-0  | 3-1  | 5-1  | 1-0  | 6-0  | 2-0  | 3-2  | –––– |

## Poule scudetto
Le squadre mantengono i punti conquistati nella stagione regolare.

### Classifica finale
|                   | Pos. | Squadra         | Pt | G  | V  | N  | P  | GF | GS | DR  |
| ----------------- | ---- | --------------- | -- | -- | -- | -- | -- | -- | -- | --- |
| Galles (bandiera) | 1.   | The New Saints  | 80 | 32 | 25 | 5  | 2  | 86 | 26 | +60 |
|                   | 2.   | Bala Town       | 59 | 32 | 16 | 11 | 5  | 67 | 37 | +30 |
|                   | 3.   | Newtown         | 51 | 32 | 15 | 6  | 11 | 50 | 35 | +15 |
|                   | 4.   | Caernarfon Town | 43 | 32 | 13 | 4  | 15 | 46 | 53 | -7  |
|                   | 5.   | Flint Town Utd  | 42 | 32 | 12 | 6  | 14 | 51 | 53 | -2  |
|                   | 6.   | Penybont        | 40 | 32 | 10 | 10 | 12 | 49 | 57 | -8  |

Legenda:

      Campione del Galles e ammessa alla UEFA Champions League 2022-2023

      Ammessa alla UEFA Europa Conference League 2022-2023

 Ammessa allo spareggio Scottish Challenge Cup

### Risultati
|                 | Bal  | Cae  | Fli  | New  | PyB  | TNS  |
| --------------- | ---- | ---- | ---- | ---- | ---- | ---- |
| Bala Town       | –––– | 2-0  | 3-2  | 1-0  | 11-0 | 1-1  |
| Caernarfon Town | 0-2  | –––– | 2-1  | 0-4  | 1-0  | 0-3  |
| Flint Town Utd  | 0-1  | 0-4  | –––– | 1-1  | 1-0  | 1-2  |
| Newtown         | 0-2  | 1-0  | 2-1  | –––– | 1-2  | 0-2  |
| Pen-y-Bont      | 0-5  | 0-3  | 0-3  | 0-2  | –––– | 1-2  |
| The New Saints  | 2-1  | 3-1  | 7-0  | 0-1  | 3-3  | –––– |

## Poule retrocessione
Le squadre mantengono i punti conquistati nella stagione regolare.

### Classifica finale
|  | Pos. | Squadra                         | Pt | G  | V  | N  | P  | GF | GS  | DR  |
|  | ---- | ------------------------------- | -- | -- | -- | -- | -- | -- | --- | --- |
|  | 7.   | Cardiff Metropolitan University | 42 | 32 | 10 | 12 | 10 | 35 | 38  | -3  |
|  | 8.   | Aberystwyth Town                | 40 | 32 | 11 | 7  | 14 | 38 | 45  | -7  |
|  | 9.   | Connah's Q.N. (–18)             | 38 | 32 | 15 | 11 | 6  | 44 | 18  | +26 |
|  | 10.  | Haverfordwest County            | 38 | 32 | 10 | 8  | 14 | 45 | 46  | -1  |
|  | 11.  | Barry Town                      | 31 | 32 | 8  | 7  | 17 | 31 | 47  | -16 |
|  | 12.  | Cefn Druids                     | 9  | 32 | 2  | 3  | 27 | 22 | 109 | -87 |

Legenda:
      Retrocesse in Cymru North o in Cymru South
Note:

Tre punti a vittoria, uno a pareggio, zero a sconfitta.
Il Connah's Q.N. ha scontato 18 punti di penalizzazione.

### Risultati
|                                 | Abe  | Bar  | CMU  | Con  | ECD  | Hav  |
| ------------------------------- | ---- | ---- | ---- | ---- | ---- | ---- |
| Aberystwyth Town                | –––– | 2-1  | 0-2  | 1-1  | 6-0  | 0-6  |
| Barry Town                      | 0-1  | –––– | 1-0  | 1-1  | 1-0  | 0-1  |
| Cardiff Metropolitan University | 1-1  | 1-1  | –––– | 0-0  | 5-0  | 3-2  |
| Connah's Q.N.                   | 1-0  | 2-0  | 2-0  | –––– | 5-0  | 3-0  |
| Cefn Druids                     | 3-3  | 1-0  | 2-0  | 0-3  | –––– | 1-6  |
| Haverfordwest County            | 0-1  | 2-0  | 1-2  | 0-0  | 6-1  | –––– |

## Scottish Challenge Cup
A causa della perdita di un posto europeo del Galles, il formato degli spareggi è cambiato, con il premio che ora è un posto nella Scottish Challenge Cup. Tutte le sfide si disputano in gara unica, in casa della squadra con il miglior piazzamento in classifica.

### Semifinale
|                 | Risultati       |                                 | Luogo e data              |
| --------------- | --------------- | ------------------------------- | ------------------------- |
| Caernarfon Town | 1 - 0           | Cardiff Metropolitan University | Caernarfon, 7 maggio 2022 |
| Flint Town Utd  | 1 - 1 (3-1 dtr) | Penybont                        | Flint, 7 maggio 2022      |
|                 |                 |                                 |                           |

### Finale
|                 | Risultati   |                | Luogo e data               |
| --------------- | ----------- | -------------- | -------------------------- |
| Caernarfon Town | 2 - 1 (dts) | Flint Town Utd | Caernarfon, 14 maggio 2022 |
|                 |             |                |                            |